# ハルビン市
ハルビン市（哈爾浜市、ハルビンし、ハルピンし、繁体字中国語: 哈爾濱市、簡体字中国語: 哈尔滨市、拼音: Hā'ěrbīn、満洲語: ᡥᠠᡵᠪᡳᠨ
ᡥᠣᠳᠣᠨ、満洲語ローマ文字転写：Harbin Hoton、英語: Harbin、ロシア語: Харбин）は、中華人民共和国黒竜江省に位置する副省級市。黒竜江省人民政府の所在地であり、黒竜江省の政治・経済の中心である。2019年時点での市区人口は約709.3万人の大都市である。市域全体の人口は約1076.3万人。

## 名称
日本語における漢字表記は、哈爾浜、ないし、哈爾濱が多いが、哈爾賓とされることもある。

### 由来
初めて資料に「哈爾浜」が登場したのは1864年（同治三年）である。黒竜江将軍衙門の書には、「墨尔根上年船只见于哈尔滨住冻、今年挽回、为此呈报事（昨年墨尔根が所有する船は哈爾浜で凍っていたが、今年は挽回したので報告した）」と記されている。
「哈爾浜（ハルビン）」という名の由来については、2025年時点でも諸説ある。例として「満洲語で「魚網を干す場所」を指す言葉説」、「満洲語で羊肩胛骨を指す言葉説」、「「哈勒費延（ハレフィエン）」に「扁（ビン）」を足した説」、「女真語で阿勒錦島（ハルビン内にある島）を指す言葉説」、「女真語で白鳥を指す言葉説」、「モンゴル語で平地を指す言葉説」、「ツングース語で「官渡口」を指す言葉説」、「ロシア語で「大墳墓（古代中国の墳墓の一種）」を指す言葉説」、「人名説」などが挙げられている。

## 歴史
漢晋代には夫余、隋代には靺鞨、唐代には渤海鄚頡府の地とされていた。遼朝が成立すると東京道完顔部の支配地となり、やがて完顔部の首領であった阿骨打により金朝が建国されると上京会寧府の管轄とされ、阿城区には金朝の都城であった上京会寧府の遺跡が残る。
元代になると遼陽行省開元路が、明代には奴児干都司、清初にはニングタ将軍の、後にアルチュカ（alcuka、阿勒楚喀）副都統の管轄とされたが、開発が制限されたため当時は森林地帯を形成していた。本格的な開発が着手されたのは光緒初年に民官が設置された後である。松花江を境界として南に吉林将軍アルチュカ副都統の管轄である双城庁を設置、北側は黒竜江将軍の管轄であるフラン（hūlan、呼蘭）副都統の管轄とされた。
1896年の露清密約により満洲における権益を増大させたロシア帝国により、1898年（光緒24年）、満洲を横断する東清鉄道建設が着手されると、ハルビンは交通の要衝としてロシア人を初めとする人口が急激に増加し経済の発展をみるようになった。ロシア風の建造物が次々と建設され、ハルビンの市街地が形成される。北清事変で一度焼失するが1901年より再建され、ロシアの進出は郊外の原野にも及んだ。1900年には人口1000人だった小さな漁村が1903年には30万人の都市になった。
1904年に日露戦争が始まり、1905年9月の日露講和条約により、日本がロシアから東清鉄道と南部鉄道線の経営権を取得した。これに伴い、ハルビンにも日本領事館が設置され、日本人の居住を合法的に認める開放地のひとつになった。1905年（光緒31年）10月31日、清朝は哈爾関道（浜江関道を設置）、翌年5月11日には正式に道署を設置し現在の浜江城（現在の道外区）に駐在するようになった。

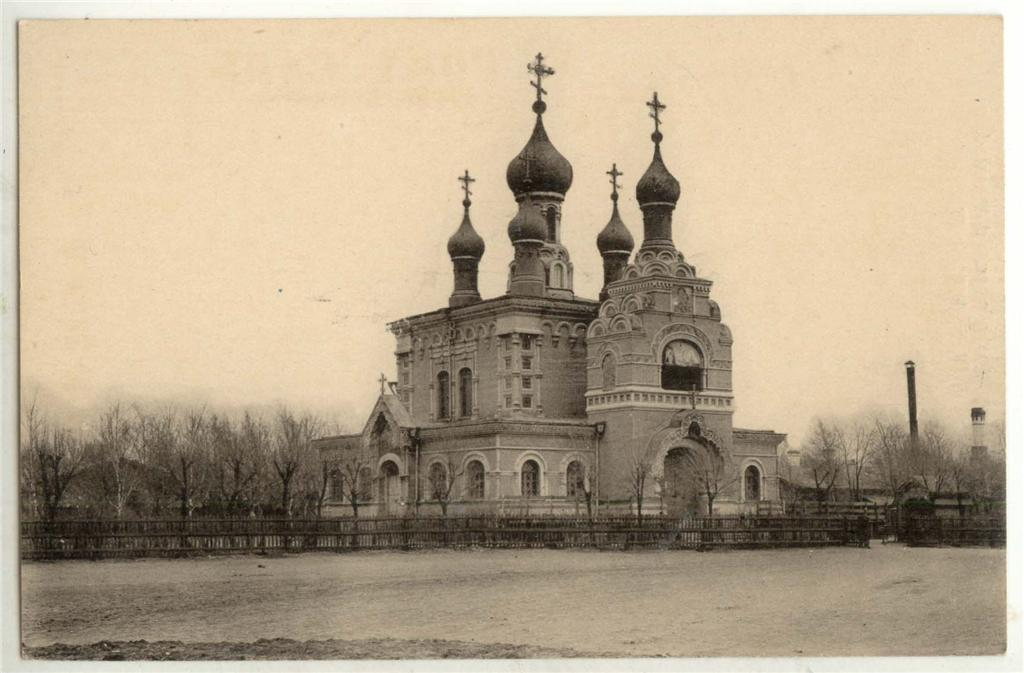
ロシア様式の教会。1908年竣工。文化大革命時に壊され放置されていたが2017年に復元された

1907年1月14日、清朝はハルビンを対外交易拠点とすることを決定、吉林将軍及び黒竜江将軍の奏准を容れ浜江庁を設置、浜江関道の管轄とされ行政権の強化が図られた。これに対しロシアは同年11月23日に中東鉄道管理局による『ハルビン自治公議会章程』を発布、埠頭区（現在の道裏区）、新市街（現在の南崗区）の7,000平方キロメートルの地域を市区と定め公議会の管轄とし、清朝に対抗した。

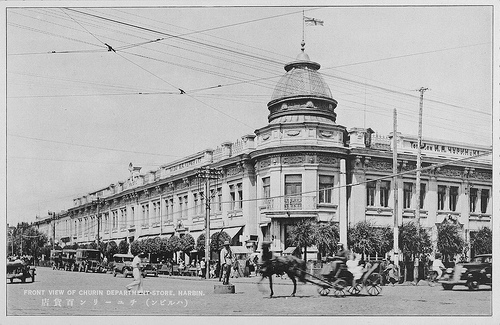
チューリン百貨店

1908年にロシアが極東における自由貿易港廃止を決定し外国商品に高い関税を課すと、ウラジオストックからハルビンへ拠点を移す企業が現れ始めた。1909年、極東最大と言われたロシア系の「チューリン百貨店」が大直街に開店した（キタイスカヤ街店は1919年）。
1909年10月26日、ハルビン駅頭で日本の枢密院議長伊藤博文が安重根に暗殺された。後に2014年には、これを記念する安重根義士記念館が開館している。
中華民国が成立すると1913年3月に浜江庁は浜江県と改称され、翌年1月31日には松北市政局に改編された。1916年のハルビンの人口約9万人が1918年には16万、1921年には35万に増大した。ロシア人と中国人が大多数を占め、日本人は1916年の約700人が21年には4000人近くになった。
更に1921年2月5日にはハルビン市政管理局、1923年3月1日に東省特別区行政長長官公署が正式に成立すると公署がハルビン埠頭区に設置され、現在の政治的な地位の基礎が築かれた。1926年3月30日に東省特別区市政管理局はハルビン市公議会を廃止、ハルビン自治臨時委員会が設置され、ロシア人による統治が終焉した。同年6月17日には『ハルビン特別市自治試弁章程』を施行し、埠頭区、新市街をハルビン特別市管轄区域とし、それ以外の馬家溝、老哈爾浜（現在の香坊区）、新安埠、八区、顧郷、正陽河等の地域を東省特別区市政管理局の管轄とした。経済面では、1920年代にはハルビンでも中国人による起業が増え、1929年の世界恐慌や中ソ紛争の影響で、満洲のロシア系ビジネスは大きな打撃を受け、ハルビンでもロシア系資本の一部は閉鎖を余儀なくされ、中国人への売却や外国資本との合弁が行われた。
満洲事変が勃発、満洲国が建国されると、1933年7月1日にハルビン特別市が成立し、東省特別区市政管理局の管轄とされた。以降のハルビンは、日本の満州支配の拠点となった。また、対ソ作戦用の鉄道建設も進み、軍需関連産業が発達したほか、関東軍防疫給水部（731部隊）もハルビンを拠点としていた。日本からのハルビンへの直接投資は伸び悩んだものの、在住邦人も増え、日本製品が普及し、1934年の時点でハルビンではロシア系企業の取扱商品の80-85%、中国人企業の取扱商品の40-50%が日本製であった。1935年に中東鉄道（東清鉄道の別称）が満洲国に売却されるとハルビンのロシア系ビジネスは縮小し、1939年には企業数は圧倒的に多いものの総売上額ではデンマークや英国より少なくなかった。
その後1937年7月1日に浜江省管轄の普通市に改編されるなどの行政改編が行われながらも満洲地区からロシア・ヨーロッパ方面への鉄道輸送の要衝として発展し、1940年に実施された国勢調査では人口60.55万人に達している。
満洲国は敗戦により日本という後ろ盾を失った。それゆえソ連が満洲に侵攻したため満洲国は崩壊し、国共内戦の結果、ソ連を後ろ盾とした中国共産党が1946年4月28日にハルビンの支配権を獲得すると直ちにハルビン特別市政府を設立、1948年4月21日には省轄市に改称し松江省省政府が設置された。1954年6月19日の松江省と黒竜江省の合併により黒龍江省に移管され、省人民政府が設置され現在に至っている。

### その他
ロシア革命後、ソ連も中東鉄道（東清鉄道の後身）の利権を維持し、満洲国に譲渡したのは1934年のことだった。

## 地理
黒竜江省の中南部、北流してアムール川に注ぐ松花江の河畔に位置する。

### 気候
ケッペンの気候区分では亜寒帯冬季少雨気候 (Dwa) に属し、夏と冬の温度差が非常に大きい顕著な大陸性気候である。1月の平均気温は−17.3℃と世界の大都市の中では最も寒い部類に入る。朝の最低気温は平均で−22.4℃にまで下がり、−40℃以下まで下がることもあるが、非常に乾燥していて降雪はほとんどない。この寒さのため、ハルビンは氷の町と言われている。一方、夏は暑く7月の平均気温は23.7℃、日中は平均で28度程度まで上がり雨も多く、年間降水量のほとんどが6月から9月で占められる。年間平均気温は5.2℃、年降水量は539.4ミリである。
| ハルビン市(1991年 - 2020年平均、極値1961年 - 2000年)の気候                                                         | ハルビン市(1991年 - 2020年平均、極値1961年 - 2000年)の気候 | ハルビン市(1991年 - 2020年平均、極値1961年 - 2000年)の気候 | ハルビン市(1991年 - 2020年平均、極値1961年 - 2000年)の気候 | ハルビン市(1991年 - 2020年平均、極値1961年 - 2000年)の気候 | ハルビン市(1991年 - 2020年平均、極値1961年 - 2000年)の気候 | ハルビン市(1991年 - 2020年平均、極値1961年 - 2000年)の気候 | ハルビン市(1991年 - 2020年平均、極値1961年 - 2000年)の気候 | ハルビン市(1991年 - 2020年平均、極値1961年 - 2000年)の気候 | ハルビン市(1991年 - 2020年平均、極値1961年 - 2000年)の気候 | ハルビン市(1991年 - 2020年平均、極値1961年 - 2000年)の気候 | ハルビン市(1991年 - 2020年平均、極値1961年 - 2000年)の気候 | ハルビン市(1991年 - 2020年平均、極値1961年 - 2000年)の気候 | ハルビン市(1991年 - 2020年平均、極値1961年 - 2000年)の気候 |
| 月 | 1月                                                        | 2月                                                        | 3月                                                        | 4月                                                        | 5月                                                        | 6月                                                        | 7月                                                        | 8月                                                        | 9月                                                        | 10月                                                       | 11月                                                       | 12月                                                       | 年                                                         |
| --- | ---------------------------------------------------------- | ---------------------------------------------------------- | ---------------------------------------------------------- | ---------------------------------------------------------- | ---------------------------------------------------------- | ---------------------------------------------------------- | ---------------------------------------------------------- | ---------------------------------------------------------- | ---------------------------------------------------------- | ---------------------------------------------------------- | ---------------------------------------------------------- | ---------------------------------------------------------- | ---------------------------------------------------------- |
| 最高気温記録 °C （°F）                                                                                             | 4.2 (39.6)                                                 | 9.9 (49.8)                                                 | 20.7 (69.3)                                                | 29.4 (84.9)                                                | 34.6 (94.3)                                                | 36.7 (98.1)                                                | 39.2 (102.6)                                               | 35.6 (96.1)                                                | 31.0 (87.8)                                                | 26.5 (79.7)                                                | 17.2 (63)                                                  | 8.5 (47.3)                                                 | 39.2 (102.6)                                               |
| 平均最高気温 °C （°F）                                                                                             | −11.8 (10.8)                                               | −5.9 (21.4)                                                | 3.2 (37.8)                                                 | 14.0 (57.2)                                                | 21.6 (70.9)                                                | 26.6 (79.9)                                                | 28.2 (82.8)                                                | 26.7 (80.1)                                                | 21.6 (70.9)                                                | 12.6 (54.7)                                                | 0.1 (32.2)                                                 | −9.8 (14.4)                                                | 10.59 (51.09)                                              |
| 日平均気温 °C （°F）                                                                                               | −17.3 (0.9)                                                | −11.9 (10.6)                                               | −2.4 (27.7)                                                | 8.0 (46.4)                                                 | 15.7 (60.3)                                                | 21.3 (70.3)                                                | 23.7 (74.7)                                                | 21.9 (71.4)                                                | 15.7 (60.3)                                                | 6.8 (44.2)                                                 | −4.6 (23.7)                                                | −14.6 (5.7)                                                | 5.19 (41.35)                                               |
| 平均最低気温 °C （°F）                                                                                             | −22.4 (−8.3)                                               | −17.8 (0)                                                  | −8.2 (17.2)                                                | 1.9 (35.4)                                                 | 9.6 (49.3)                                                 | 16.0 (60.8)                                                | 19.3 (66.7)                                                | 17.4 (63.3)                                                | 10.2 (50.4)                                                | 1.6 (34.9)                                                 | −9 (16)                                                    | −19.1 (−2.4)                                               | −0.04 (31.94)                                              |
| 最低気温記録 °C （°F）                                                                                             | −38.1 (−36.6)                                              | −33.7 (−28.7)                                              | −28.4 (−19.1)                                              | −12.8 (9)                                                  | −3.8 (25.2)                                                | 4.6 (40.3)                                                 | 9.5 (49.1)                                                 | 6.6 (43.9)                                                 | −4.8 (23.4)                                                | −16.2 (2.8)                                                | −26.5 (−15.7)                                              | −35.7 (−32.3)                                              | −42.6 (−44.7)                                              |
| 降水量 mm （inch）                                                                                                 | 3.8 (0.15)                                                 | 4.5 (0.177)                                                | 11.5 (0.453)                                               | 19.3 (0.76)                                                | 51.4 (2.024)                                               | 100.4 (3.953)                                              | 137.0 (5.394)                                              | 112.7 (4.437)                                              | 52.3 (2.059)                                               | 24.5 (0.965)                                               | 14.4 (0.567)                                               | 7.6 (0.299)                                                | 539.4 (21.238)                                             |
| 平均降水日数 （≥0.1 mm）                                                                                           | 4.8                                                        | 3.6                                                        | 5.4                                                        | 6.6                                                        | 10.5                                                       | 13.8                                                       | 14.0                                                       | 11.9                                                       | 9.1                                                        | 6.6                                                        | 5.8                                                        | 6.9                                                        | 99                                                         |
| % 湿度 | 70                                                         | 64                                                         | 55                                                         | 48                                                         | 53                                                         | 64                                                         | 76                                                         | 78                                                         | 69                                                         | 61                                                         | 64                                                         | 70                                                         | 64.3                                                       |
| 平均月間日照時間                                                                                                   | 129.7                                                      | 171.7                                                      | 215.3                                                      | 215.7                                                      | 237.0                                                      | 240.2                                                      | 222.6                                                      | 220.4                                                      | 224.1                                                      | 191.9                                                      | 148.9                                                      | 122.1                                                      | 2,339.6                                                    |
| 日照率 | 46                                                         | 58                                                         | 58                                                         | 53                                                         | 51                                                         | 51                                                         | 47                                                         | 51                                                         | 60                                                         | 58                                                         | 53                                                         | 45                                                         | 52.6                                                       |
| 出典1：China Meteorological Administration (sunshine data 1971–2000), Weather China (precipitation days 1971–2000) |                                                            |                                                            |                                                            |                                                            |                                                            |                                                            |                                                            |                                                            |                                                            |                                                            |                                                            |                                                            |                                                            |
| 出典2：Weather Atlas                                                                                               |                                                            |                                                            |                                                            |                                                            |                                                            |                                                            |                                                            |                                                            |                                                            |                                                            |                                                            |                                                            |                                                            |

| ハルビン太平国際空港(2015年 - 2024年平均)の気候 | ハルビン太平国際空港(2015年 - 2024年平均)の気候 | ハルビン太平国際空港(2015年 - 2024年平均)の気候 | ハルビン太平国際空港(2015年 - 2024年平均)の気候 | ハルビン太平国際空港(2015年 - 2024年平均)の気候 | ハルビン太平国際空港(2015年 - 2024年平均)の気候 | ハルビン太平国際空港(2015年 - 2024年平均)の気候 | ハルビン太平国際空港(2015年 - 2024年平均)の気候 | ハルビン太平国際空港(2015年 - 2024年平均)の気候 | ハルビン太平国際空港(2015年 - 2024年平均)の気候 | ハルビン太平国際空港(2015年 - 2024年平均)の気候 | ハルビン太平国際空港(2015年 - 2024年平均)の気候 | ハルビン太平国際空港(2015年 - 2024年平均)の気候 | ハルビン太平国際空港(2015年 - 2024年平均)の気候 |
| 月                                              | 1月                                             | 2月                                             | 3月                                             | 4月                                             | 5月                                             | 6月                                             | 7月                                             | 8月                                             | 9月                                             | 10月                                            | 11月                                            | 12月                                            | 年                                              |
| ----------------------------------------------- | ----------------------------------------------- | ----------------------------------------------- | ----------------------------------------------- | ----------------------------------------------- | ----------------------------------------------- | ----------------------------------------------- | ----------------------------------------------- | ----------------------------------------------- | ----------------------------------------------- | ----------------------------------------------- | ----------------------------------------------- | ----------------------------------------------- | ----------------------------------------------- |
| 平均最高気温 °C （°F）                          | −11.8 (10.8)                                    | −6.0 (21.2)                                     | 4.9 (40.8)                                      | 14.6 (58.3)                                     | 21.5 (70.7)                                     | 25.7 (78.3)                                     | 29.0 (84.2)                                     | 26.7 (80.1)                                     | 22.0 (71.6)                                     | 13.2 (55.8)                                     | −0.2 (31.6)                                     | −10.0 (14)                                      | 10.8 (51.45)                                    |
| 日平均気温 °C （°F）                            | −17.7 (0.1)                                     | −12.1 (10.2)                                    | −0.8 (30.6)                                     | 8.5 (47.3)                                      | 15.7 (60.3)                                     | 20.6 (69.1)                                     | 24.3 (75.7)                                     | 22.0 (71.6)                                     | 16.1 (61)                                       | 6.8 (44.2)                                      | −5.2 (22.6)                                     | −14.9 (5.2)                                     | 5.28 (41.49)                                    |
| 平均最低気温 °C （°F）                          | −22.3 (−8.1)                                    | −17.5 (0.5)                                     | −6.5 (20.3)                                     | 2.0 (35.6)                                      | 9.7 (49.5)                                      | 15.4 (59.7)                                     | 19.8 (67.6)                                     | 17.5 (63.5)                                     | 10.9 (51.6)                                     | 1.7 (35.1)                                      | −8.7 (16.3)                                     | −18.7 (−1.7)                                    | 0.28 (32.49)                                    |
| % 湿度                                          | 73                                              | 69                                              | 60                                              | 48                                              | 54                                              | 70                                              | 78                                              | 81                                              | 75                                              | 62                                              | 71                                              | 73                                              | 67.8                                            |
| 出典：                                          |                                                 |                                                 |                                                 |                                                 |                                                 |                                                 |                                                 |                                                 |                                                 |                                                 |                                                 |                                                 |                                                 |

## 行政区画
9市轄区・2県級市・7県を管轄する。
- 市轄区：
  - 松北区・道裏区・南崗区・平房区・香坊区・道外区・呼蘭区・阿城区・双城区
- 県級市：
  - 尚志市・五常市
- 県：
  - 延寿県・方正県・賓県・巴彦県・木蘭県・通河県・依蘭県

| ハルビン市の地図 | ハルビン市の地図 | ハルビン市の地図 | ハルビン市の地図 | ハルビン市の地図 | ハルビン市の地図 |
| --- | ---------------- | ---------------- | ---------------- | ---------------- | ---------------- |
| 1 2 3 4 5 6 呼蘭区 阿城区 双城区 依蘭県 方正県 賓県 巴彦県 木蘭県 通河県 延寿県 尚志市 五常市 1. 道裏区 2. 南崗区 3. 道外区 4. 平房区 5. 松北区 6. 香坊区 |                  |                  |                  |                  |                  |
| 行政番号 | 行政区画         | 面積（km2）      | 人口（2018年）   | 郵便番号         | 政府所在地       |
| 230100 | ハルビン市       | 53,076.5         | 9,515,392        | 150000           | 松北区           |
| 区 |                  |                  |                  |                  |                  |
| 230102 | 道裏区           | 443.8            | 771,028          | 150010           | 撫順街道         |
| 230103 | 南崗区           | 168.4            | 1,037,239        | 150006           | 大成街道         |
| 230104 | 道外区           | 615.3            | 653,316          | 150026           | 大興街道         |
| 230108 | 平房区           | 92.4             | 159,890          | 150060           | 友協街道         |
| 230109 | 松北区           | 736.8            | 222,422          | 150028           | 松北街道         |
| 230110 | 香坊区           | 341.5            | 741,751          | 150036           | 香坊大街街道     |
| 230111 | 呼蘭区           | 2,233.50         | 609,287          | 150500           | 利民街道         |
| 230112 | 阿城区           | 2,449.10         | 544,514          | 150300           | 金城街道         |
| 230113 | 双城区           | 3,112.10         | 770,024          | 150100           | 新興街道         |
| 県 |                  |                  |                  |                  |                  |
| 230123 | 依蘭県           | 4,606.00         | 379,765          | 154800           | 依蘭鎮           |
| 230124 | 方正県           | 2,976.10         | 220,989          | 150800           | 方正鎮           |
| 230125 | 賓県             | 3,843.20         | 569,697          | 150400           | 賓州鎮           |
| 230126 | 巴彦県           | 3,138.90         | 645,615          | 151800           | 巴彦鎮           |
| 230127 | 木蘭県           | 3,171.30         | 249,428          | 151900           | 木蘭鎮           |
| 230128 | 通河県           | 5,661.40         | 235,487          | 150900           | 通河鎮           |
| 230129 | 延寿県           | 3,096.30         | 246,787          | 150700           | 延寿鎮           |
| 県級市 |                  |                  |                  |                  |                  |
| 230183 | 尚志市           | 8,891.30         | 560,448          | 150600           | 尚志鎮           |
| 230184 | 五常市           | 7,499.20         | 897,705          | 150200           | 五常鎮           |

### 年表
この節の出典

#### 松江省ハルビン市
- 1949年10月1日 - 中華人民共和国松江省ハルビン市発足。道裏区・南崗区・太平区・東傅家区・西傅家区・香坊区・松浦区・顧郷区・新陽区を設置。(9区)
- 1953年1月23日 (13区)
  - 香坊区の一部が分立し、平房区・朝陽区が発足。
  - 顧郷区の一部が分立し、王崗区が発足。
  - 阿城県の一部が分立し、天恒区が発足。
- 1953年7月8日 - ハルビン市が松江省より離脱、直轄市のハルビン市となる。

#### ハルビン市
- 1953年11月23日 - 新陽区が道裏区・顧郷区に分割編入。(12区)
- 1954年6月19日 - 黒龍江省に編入され、黒龍江省ハルビン市となる。

#### 黒龍江省ハルビン市(第1次)
- 1956年8月28日 (10区)
  - 東傅家区・西傅家区が合併し、道外区が発足。
  - 道裏区・顧郷区が合併し、道裏区が発足。
  - 朝陽区の一部が平房区に編入。
- 1956年10月25日 - 天恒区が朝陽区に編入。(9区)
- 1958年1月15日 - 香坊区の一部が分立し、動力之郷区が発足。(10区)
- 1958年8月25日 - 肇東県・賓県・阿城県、松花江専区呼蘭県を編入。(10区4県)
- 1958年10月22日 - 朝陽区・王崗区・松浦区が合併し、浜江区が発足。(8区4県)
- 1958年11月15日 - 浜江区が道裏区・南崗区・太平区・道外区・香坊区・平房区・動力之郷区に分割編入。(7区4県)
- 1959年12月14日 (7区4県)
  - 阿城県の一部が香坊区・太平区・動力之郷区・平房区に分割編入。
  - 肇東県の一部が道裏区に編入。
  - 平房区の一部が動力之郷区に編入。
- 1960年5月12日 (7区8県)
  - 松花江専区五常県・双城県・巴彦県・木蘭県・通河県を編入。
  - 肇東県が松花江専区に編入。
- 1963年3月8日 - 道裏区・南崗区・太平区・道外区・香坊区・平房区・動力之郷区の各一部が合併し、浜江区が発足。(8区8県)
- 1965年6月14日 - 賓県・阿城県・呼蘭県・五常県・双城県・巴彦県・木蘭県・通河県が松花江専区に編入。(8区)
- 1967年4月 (8区)
  - 動力之郷区が動力区に改称。
  - 平房区が新曙光区に改称。
- 1972年8月14日 - 浜江区が道裏区・南崗区・太平区・道外区・香坊区・新曙光区・動力区に分割編入。(7区)
- 1972年9月22日 - 新曙光区が平房区に改称。(7区)
- 1983年10月3日 - 松花江地区呼蘭県・阿城県を編入。(7区2県)
- 1987年2月24日 - 阿城県が市制施行し、阿城市となる。(7区1市1県)
- 1991年2月2日 - 松花江地区方正県・賓県、ジャムス市依蘭県を編入。(7区1市4県)
- 1996年8月11日 - ハルビン市が松花江地区と合併し、新制のハルビン市が発足。

#### 松花江専区(1958年-1965年)
- 1958年8月16日 - 綏化専区が松花江専区に改称。(11県)
- 1958年8月25日 - 呼蘭県がハルビン市に編入。(10県)
- 1958年8月27日 - 伊春市、肇州県・五常県・双城県・肇源県を編入。伊春市が県級市に降格。(1市14県)
- 1958年9月5日 - 鉄力県が慶安県に編入。(1市13県)
- 1960年5月12日 (1市12県)
  - 嫩江専区安達県・明水県・青岡県、ハルビン市肇東県を編入。
  - 五常県・双城県・巴彦県・木蘭県・通河県がハルビン市に編入。
- 1960年5月26日 - 安達県および肇州県の一部が合併し、安達市が発足。(2市11県)
- 1962年10月20日 - 慶安県の一部が分立し、鉄力県が発足。(2市12県)
- 1964年1月15日 - 伊春市が地級市の伊春市に昇格。(1市12県)
- 1965年3月27日 - 安達市の一部が分立し、安達県が発足。(1市13県)
- 1965年6月14日 - 松花江専区が綏化専区に改称。

#### 松花江地区(1965年-1996年)
- 1965年6月14日 - ハルビン市賓県・阿城県・呼蘭県・五常県・双城県・巴彦県・木蘭県・通河県を編入。松花江専区が成立。(8県)
- 1968年 - 松花江専区が松花江地区に改称。(8県)
- 1970年4月1日 - 牡丹江地区尚志県・方正県・延寿県を編入。(11県)
- 1983年10月3日 - 呼蘭県・阿城県がハルビン市に編入。(9県)
- 1988年9月14日 (2市7県)
  - 尚志県が市制施行し、尚志市となる。
  - 双城県が市制施行し、双城市となる。
- 1991年2月2日 - 方正県・賓県がハルビン市に編入。(2市5県)
- 1993年6月1日 - 五常県が市制施行し、五常市となる。(3市4県)
- 1996年8月11日 - 松花江地区がハルビン市と合併し、新制のハルビン市の発足により消滅。

#### 黒龍江省ハルビン市(第2次)
- 1996年8月11日 - ハルビン市(7区1市4県)・松花江地区(3市4県)が合併し、新制のハルビン市が発足。(7区4市8県)
- 2004年2月4日 (8区4市7県)
  - 太平区が道外区に編入。
  - 道外区・呼蘭県の各一部が合併し、松北区が発足。
  - 呼蘭県の残部が区制施行し、呼蘭区となる。
- 2006年8月15日 (8区3市7県)
  - 動力区・香坊区が合併し、香坊区が発足。
  - 阿城市の一部が道外区に編入。
  - 阿城市の残部が区制施行し、阿城区となる。
- 2014年5月2日 - 双城市が区制施行し、双城区となる。(9区2市7県)
- 2018年11月 - 松北区の一部が呼蘭区に編入。(9区2市7県)

## 経済
ハルビンでは、農業・漁業、鉱工業、流通・サービス業が盛んに行なわれている。毎年6月中旬に行なわれる「中国哈爾浜国際経済貿易商談会」（通称：ハルビン商談会）はこれらを見るいい機会である。

### 農業・漁業
ハルビン近くはいわゆる黒土であり、あらゆる農作物が作られ、稲作も行なわれている。松花江などの大河での漁業も盛んである。

### 鉱工業
中華人民共和国成立後は、重電（哈電集団など）、航空機製造（哈爾浜飛機製造公司など）、薬品工業（哈薬集団など）、自動車産業（哈飛汽車など）、飲料製造（ハルビンビールなど）が盛んになっている。

#### ハルビン開発区
ハルビン経済技術開発区・高新技術産業開発区は市内に3地区あり、内外の企業を誘致している。南崗集中区は市街区の東で三環路内にあり、ハルビン工業大学などの大学にも近く、ここに管理委員会もあり、サービスセンターや創業ビルなどもある。哈平路集中区は南の四環路のすぐ外側にあり（731部隊のそば）、製造工場が集中する開発区工業新区にも近く、自動車産業・製薬業・IT産業などを集めている。迎賓路集中区は南西郊外で、四環路のすぐ内側にあり、バイオ産業・ロボット関係・ロシア関連の企業を集めている。

### 流通・サービス業
水運、航空機、鉄道、高速道路を通じてハルビンは交通の要衝になっていて、交通・流通関係に勤める人も多い。またそれに連れて、商業（哈爾浜秋林集団など）も盛んである。金融関係では、中国の有力銀行はすべて支店をもっているが、地元の銀行としてはハルビン銀行がある。

## 教育

### 大学
| - ハルビン工業大学 - ハルビン医科大学 - 黒竜江大学 - ハルビン工程大学 - ハルビン理工大学 - ハルビン師範大学 - ハルビン体育学院 - ハルビン学院 | - 黒竜江工程学院昆侖旅游学院 - 黒竜江職業学院 - 黒竜江旅遊職業技術学院 - 黒竜江農業工程職業学院 - 黒竜江司法警官職業学院 - 黒竜江冰雪体育職業学院 - 黒竜江芸術職業学院 - 黒竜江看護高等専科学校 | - 東北農業大学 - 東北林業大学 - 黒龍江中医薬大学 - ハルビン理工大学 - ハルビン金融学院 - ハルビン剣橋学院 - ハルビン華德学院 - ハルビン職業技術学院 | - 黒竜江科技大学 - ハルビン商業大学 - ハルビン音楽学院 - ハルビン石油学院 - ハルビン応用職業技術学院 - 黒竜江民族職業学院 - 黒竜江工程学院 - ハルビン科学技術職業学院 |  |

## 交通

### 航空

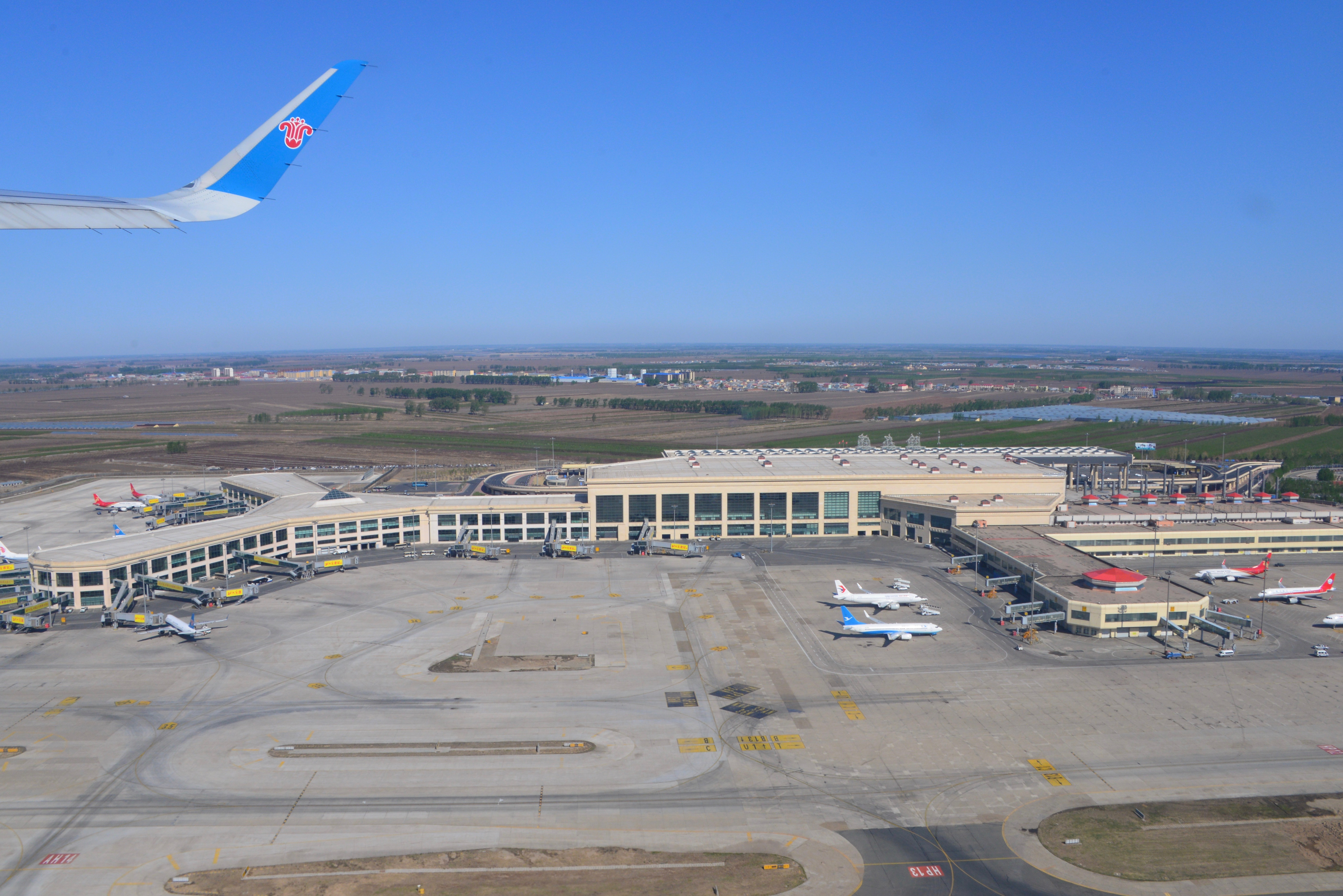
ハルビン太平国際空港

- ハルビン/ハルビン太平国際空港
  - 国際線 東京/成田国際空港、大阪/関西国際空港、新潟/新潟空港、済州/済州国際空港、釜山/金海国際空港、襄陽/襄阳国際空港、清州/清州国際空港 、ソウル/仁川国際空港、シンガポール/チャンギ国際空港、ウラジオストク/ウラジオストク国際空港、ハバロフスク/ハバロフスク空港、ノヴォシビルスク/トルマチョーヴォ空港、エカテリンブルク/コルツォヴォ国際空港、ユジノサハリンスク/ユジノサハリンスク空港、イルクーツク/イルクーツク国際空港、クラスノヤルスク/イェメリャノヴォ空港、チェリャビンスク/チェリャビンスク空港、アンカレッジ/アンカレッジ国際空港、バンコク/スワンナプーム国際空港、台北/桃園国際空港、香港/香港国際空港と結ぶ
  - 国内線 - 北京首都国際空港、上海虹橋国際空港、上海浦東国際空港、成都双流国際空港、重慶江北国際空港、洛陽北郊国際空港、三亜鳳凰国際空港、海口美蘭国際空港、桂林両江国際空港、広州白雲国際空港、長沙黄花国際空港、徐州観音国際空港、青島流亭国際空港、温州龍湾国際空港、寧波櫟社国際空港、天津浜海国際空港、太原武宿国際空港、石家荘正定国際空港、瀋陽桃仙国際空港、南昌昌北国際空港、南京禄口国際空港、泉州晋江国際空港、合肥新橋国際空港、西安咸陽国際空港、銀川河東国際空港、深圳宝安国際空港など 国内105都市とを結んでいる。

### 鉄道

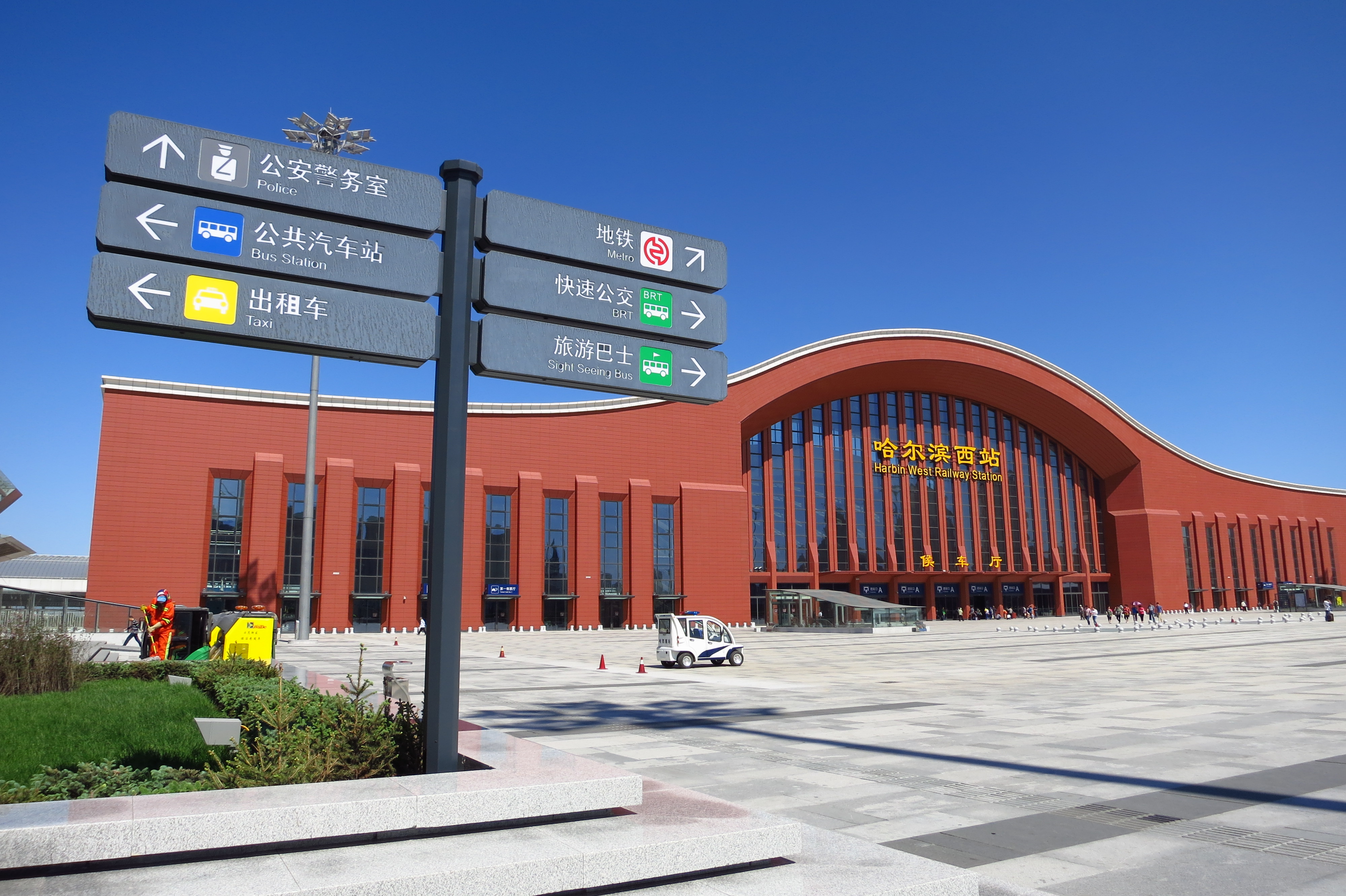
ハルビン西駅

中国東北地方の主要路線が通っている。主要な駅にはハルビン駅、ハルビン西駅、ハルビン東駅などがある。
ハルビン地下鉄は2005年より建設が進められ、1号線は2013年9月26日、3号線は2017年1月26日、2号線は2021年9月19日にそれぞれ一部区間が開業した。
- 中国国家鉄路集団
  - 中国鉄路ハルビン局集団公司
    - 京哈旅客専用線
    - 哈斉旅客専用線
    - 哈牡旅客専用線
    - 哈佳線
    - 京哈線
    - 浜洲線
    - 浜綏線
    - 浜北線
    - 拉浜線
    - 葦亜線（中国語版）
- ハルビン地下鉄
  - ■1号線
  - ■2号線
  - ■3号線

### バス

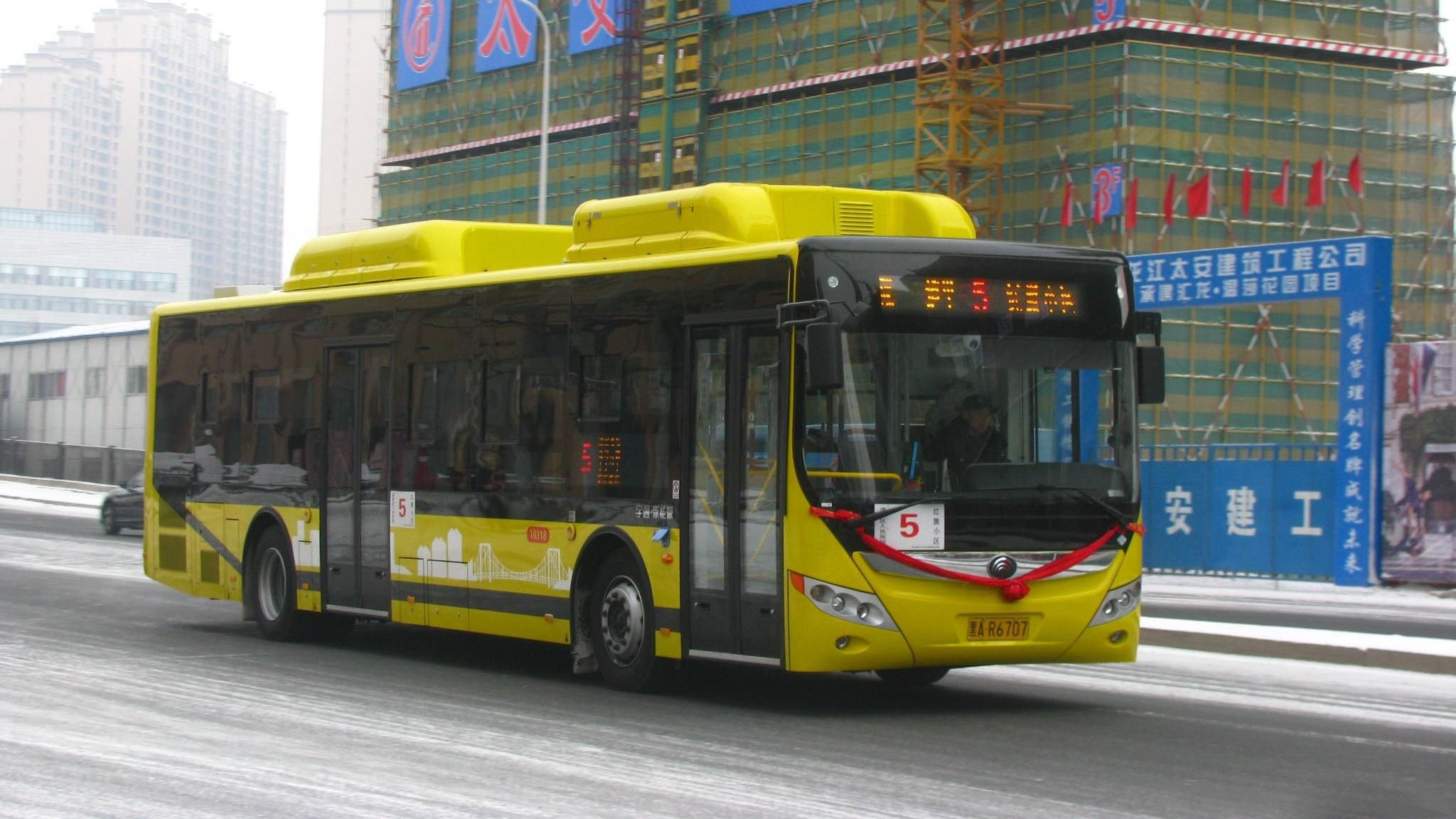
哈爾浜公交の路線バス（5路）

- 哈爾浜公交

### 道路
- 高速道路
  -  京哈高速道路
  -  綏満高速道路
  -  ハルビン環状高速道路
  -  哈同高速道路
  -  鶴哈高速道路
  -  依興高速道路
  - ハルビン空港高速道路

| - 国道 - G102国道 - G202国道 - G211国道 - G301国道 | - 省道 - 101省道 - 203省道 - 223省道 - 307省道 - 308省道 |  |

- 県道

| - - 001県道 - 002県道 - 004県道 - 005県道 - 006県道 - 010県道 - 015県道 - 022県道 - 027県道 - 032県道 | - - 037県道 - 149県道 - 150県道 - 152県道 - 153県道 - 156県道 - 158県道 - 162県道 - 163県道 - 165県道 - 217県道 |  |

## 健康・医療・衛生
| - 松北社区衛生服務中心 - 哈爾浜市第一医院（1981年：新潟市民病院と医学学術交流を締結） - 哈爾浜医科大学附属第一医院 - ハルビン市道裏区人民医院 - ハルビン市紅十字会 - ハルビン市紅十字中心医院 - 哈爾浜市工業大学医院 - 哈爾浜工業大学二校区医院 - 哈爾浜医科大学防御保健医院 - 哈爾浜師範大学医院 - 黒龍江中医薬大学附属二院門診 - 哈爾浜市平房区人民医院 - 哈爾浜市平房区中医院 - 哈爾浜市香坊区人民医院 - 哈爾浜市香坊区婦幼保健所門診部 - 哈爾浜市香坊区医院 - 黒龍江中医薬大学附属第一医院 - 黒龍江省医院 - 哈爾浜市道外区太平人民医院 - 哈爾浜市道外区中医医院 - 哈爾浜市道外区中西医結合医院 - 黒龍江省紅十字医院 - 黒龍江工程学院医院 - 哈爾浜市呼蘭区第一人民医院 - 哈爾浜市呼蘭区第一医院分院永興医院 - 哈爾浜市呼蘭区中医医院 - 哈爾浜市呼蘭区婦幼保健院 - 哈爾浜市阿城区人民医院 - 哈爾浜市阿城区中医院 - 哈爾浜市阿城区婦幼保健院 - 哈爾浜市阿城区児童医院 | - 双城区同仁医院 - 双城区人民医院 - 双城区中医院 - 尚志市人民医院 - 尚志市婦幼保建院 - 尚志市職工医院 - 尚志市紅十字会 - 五常市第二人民医院 - 五常市中医医院 - 五常市婦幼保健院 - 延寿県人民医院 - 延寿県中医院 - 方正県人民医院 - 方正県中医院 - 賓県人民医院 - 巴彦県人民医院 - 巴彦県第二人民医院 - 巴彦県婦幼保健院 - 木蘭県人民医院 - 木蘭県第二人民医院 - 通河県人民医院 - 通河県人民医院新院 - 通河県中医院 - 依蘭県人民医院 - 依蘭県中医院 |  |

## 宗教

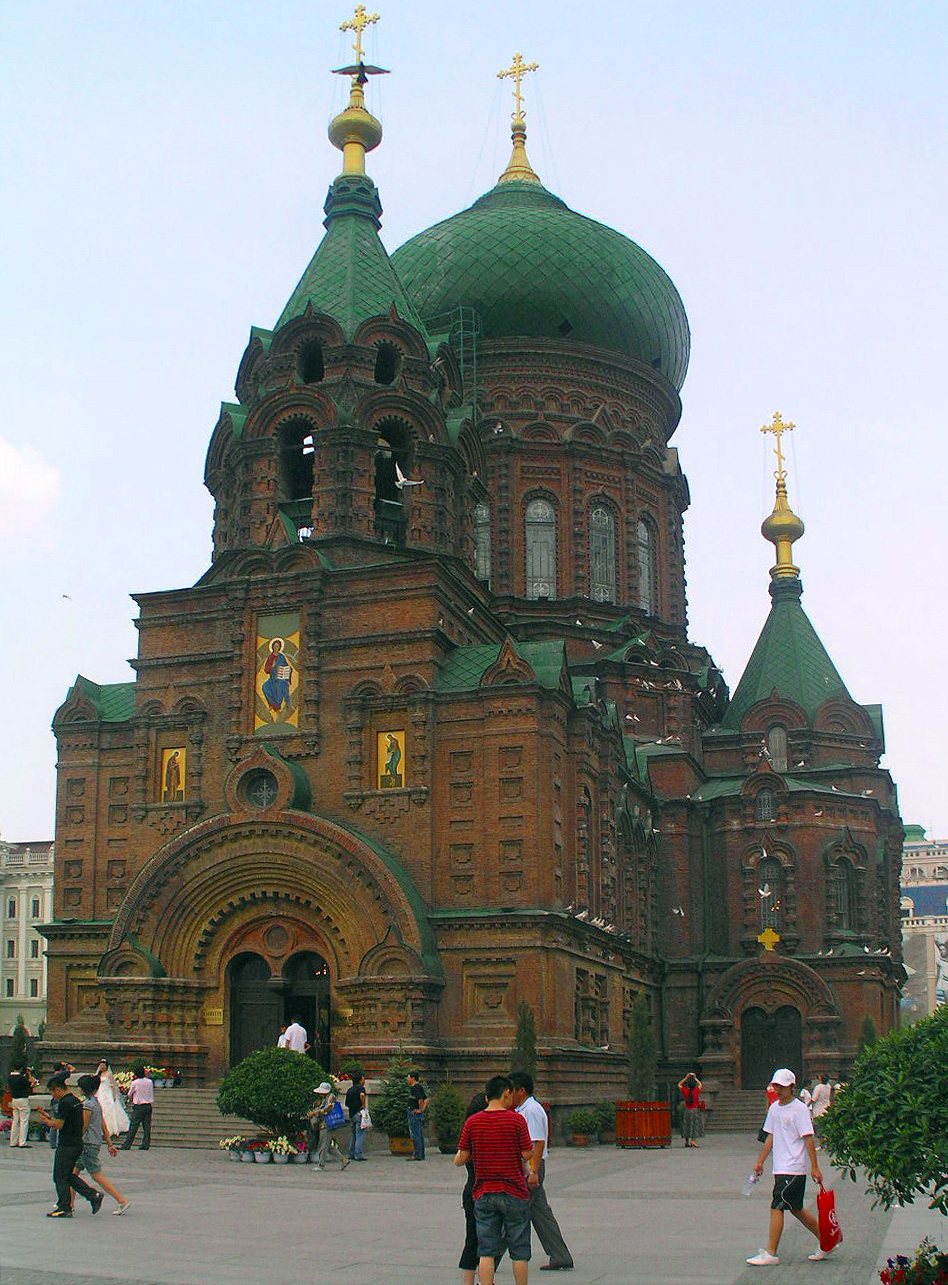
聖ソフィア大聖堂 (ハルビン)

大多数は宗教に無関心であるが、信仰する人の中では仏教や道教が多い。キリスト教もプロテスタント（基督教）、カトリック（天主教）、ごく少ないが東方正教もある。ロシア人が多く住んでいたことから、新中国建国までの間に東方正教会の聖堂が多数建設された。聖ニコライ聖堂など文化大革命中に破壊されたものもあるが、生神女庇護聖堂（別名：聖母守護教堂、ウクライナ寺院）は教会として現存し、聖ソフィア大聖堂の建物は博物館として使われている。
代表的な仏教寺院には極楽寺がある。ムスリムも多く清真寺（モスク）もある。南崗区の大東直街は中国では珍しい「教会通り」になっており、プロテスタント教会（ハルビン南崗キリスト教会）、東方正教会（ハルビン聖母守護教堂）、向かいにカトリック教会が短い距離に並んでいて、少し離れて極楽寺もある。

## 文化

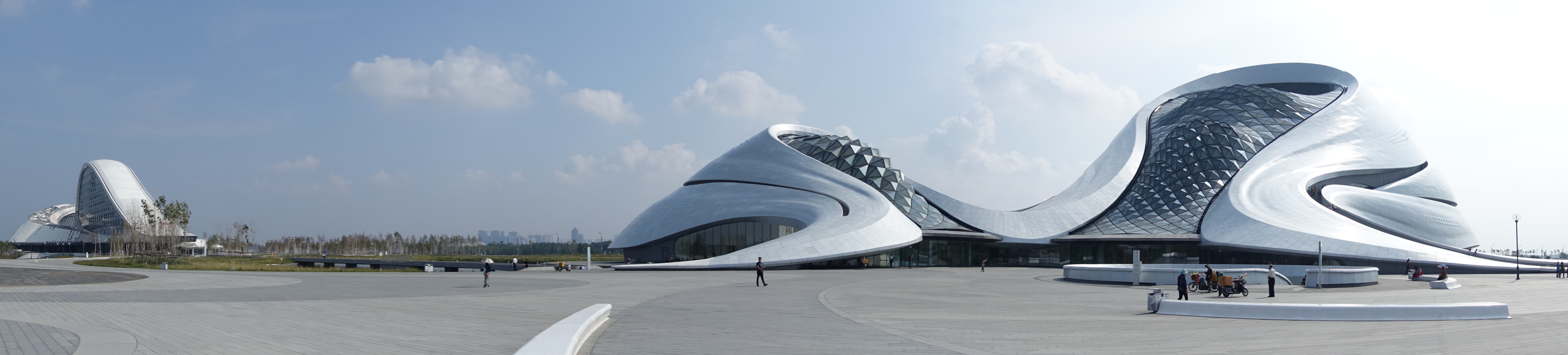
ハルビン大劇院。2016年竣工

### メディア
テレビには黒竜江省TV、ハルビンTVがある。新聞は「黒竜江日報」、「黒竜江晨報」、「生活報」、「新晩報」が発行されている。朝鮮語新聞では「黒竜江新聞」が発行されていて、東北全域に配布されている。

### スポーツ
スケート競技が盛んである。特にフィギュアスケートでは国際大会に出場してくる有力選手の多くがハルビン市出身の選手である。ペア競技では姚濱の門下から申雪・趙宏博組、龐清・佟健組、張丹・張昊組を輩出している。ヤブリスキー場があり、アルペンスキー、ノルディックスキーにも力を入れている。
寒中水泳大会は、冬の風物詩である。

### 祭り
ハルビン氷祭り：1985年より毎年1月5日に開かれている氷による彫刻物の展示会である。

## 名所・旧跡・観光スポット
- 聖ソフィア大聖堂 (ハルビン)（ソフィスカヤ寺院）
- 中央大街
- 太陽島
- 極楽寺
- 黒龍江省博物館（中国語版）
- 東北烈士紀念館
- 龍塔（高さ336mのテレビ塔でハルビンで一番高い鉄塔）
- スターリン公園
- 防洪記念塔（中国語版）
- 文廟（黒龍江省民族博物館）
- 丹清河国家森林公園
- 丹清河省級旅游風景区

## ゆかりの人物

### 出身者
- 今井澄 - 学生運動家・医師・政治家・参議院議員。
- 加藤登紀子 - シンガーソングライター・作詞家・作曲家・女優。
- 梅宮辰夫 - 俳優・タレント・実業家。
- 加藤常昭 - 神学者・説教家。
- 早乙女貢 - 歴史小説・時代小説作家、代表作に吉川英治文学賞を受賞した『會津士魂』など。
- 重岡建治 - 彫刻家、日本国内のみならずスイス、イタリアなどを含め、総計100以上の作品が設置されている。
- 李敖 - 作家・評論家・歴史学者。
- 劉家昌 - シンガーソングライター・俳優・映画監督。
- アナトリー・ヴェデルニコフ - 20世紀を代表するロシアのピアニスト、音楽教育者。
- モルデハイ・オルメルト - イスラエル元首相エフード・オルメルトの父。
- 蕭紅 - 作家、中国近代四大才女の1人と言われている女流作家。
- 楊逸 - 小説家、代表作に芥川龍之介賞を受賞した『時が滲む朝』など。
- 姚濱 - 中国男性フィギュアスケートコーチ。
- 孫紅雷 - 俳優、日本では『初恋のきた道』の息子役や『セブンソード』の悪役で知られている。
- 趙文卓 - 俳優
- 宋佳 - 俳優、『蕭紅』で第29回中国金鶏賞・最優秀主演女優賞を受賞（2013年）
- 李冰冰 - 俳優、『風聲』で第46回台湾金馬賞・最優秀主演女優賞を受賞（2009年）
- 金鉄霖 - 音楽教育者、中国音楽学院院長（1996年）
- 孔令輝 - 卓球選手、ITTF世界ランキング 1位（1996年1月）
- 苗立杰 - 女子バスケットボール選手
- 李双江 - 歌手、中国人民解放軍芸術学院音楽系主任（1994年）
- 黄宏 - 俳優、中国人民解放軍八一電影製片廠廠長（2010年）
- 孟宏偉 - 国際刑事警察機構事務総長（2018年）
- 張左己 - 中華人民共和国労働社会保障部部長（1998年）
- 韓長賦 - 中華人民共和国農業部部長（2009年）
- 韓杼浜 - 中華人民共和国最高人民検察院検察長（1998年）
- 傅志寰 - 中華人民共和国鉄道部部長（1998年）
- 胡彦林 - 海軍上将、中国人民解放軍海軍政治委員（2003年）
- 趙宗岐 - 上将、中国人民解放軍西部戦区司令官（2016年）
- 孫玉璽 - 駐イタリア特命全権大使（2008年）
- 張紅力 - 中国工商銀行副行長（2010年）
- 寧藝卓 - aespaのメンバー

### 居住者
- 愛新覚羅溥儀
- 愛新覚羅溥傑
- 朝比奈隆 - ハルビン交響楽団で指揮活動を行った（1944年 - 1945年）
- 尾崎放哉
- 岸田劉生
- ミハイル・コーガン - オデッサ出身の実業家
- ベアテ・シロタ・ゴードン
- 古丁
- 後藤新平
- 近衛秀麿
- 近衛文隆
- 杉原千畝
- 趙一曼（中国語版）
- 趙尚志（中国語版）
- 寺内正毅
- 松島正幸
- 山田一雄

### その他
- 伊藤博文（ハルビン駅において安重根に暗殺された）

## 友好都市（2018年調査時）
| - 新潟（日本）1979年12月17日締結 - オーフス（デンマーク）1984年5月2日締結 - エドモントン（カナダ） 1985年12月5日締結 - スヴェルドロフスク州（ロシア）1991年4月22日締結 - ミネアポリス（アメリカ） 1992年9月18日締結 - ハバロフスク（ロシア） 1993年6月15日締結 - プロイェシュティ（ルーマニア）1995年5月1日締結 - 旭川（日本）1995年12月21日締結 - 富川（韓国）1995年11月28日締結 - ギブアトアイム（イスラエル）1999年9月23日締結 - エクルレニ（南アフリカ）2001年6月15日締結 - ダウガフピルス（ラトビア）2003年1月6日締結 - サルヴァドール（ブラジル）2004年4月8日締結 - グリフィス（オーストラリア）2005年6月17日締結 - 南タラナキ（ニュージーランド）2005年9月14日締結 - ロヴァニエミ（フィンランド）2006年1月4日締結 - ニーレジハーザ（ハンガリー）2006年6月15日締結 - リッチョーネ（イタリア）2001年6月15日締結 | - ヤクーツク（ロシア）2007年1月17日締結 - カガヤン・デ・オロ（フィリピン）2007年3月2日締結 - プンタ・アレーナス（チリ）2007年6月18日締結 - チエンマイ（タイ）2008年4月29日締結 - アラス（フランス）2008年6月30日締結 - ウィーナー・ノイシュタット（オーストリア）2008年7月1日締結 - マクデブルク（ドイツ）2008年7月2日締結 - クラスノダール（ロシア）2008年7月28日締結 - サンダーランド（イギリス）2009年5月18日締結 - エルズルム（トルコ）2010年4月2日締結 - カーネル（ギリシャ）2010年6月15日締結 - フェアファックス（アメリカ）2010年6月15日締結 - ヴィーツェプスク（ベラルーシ）2012年1月5日締結 - ホメリ（ベラルーシ）2016年8月19日締結 - ムルマンスク（ロシア）2016年9月9日締結 - ウラジオストク（ロシア）2017年6月15日締結 - ロキシュキス（リトアニア）2017年6月25日締結 |  |